# Som

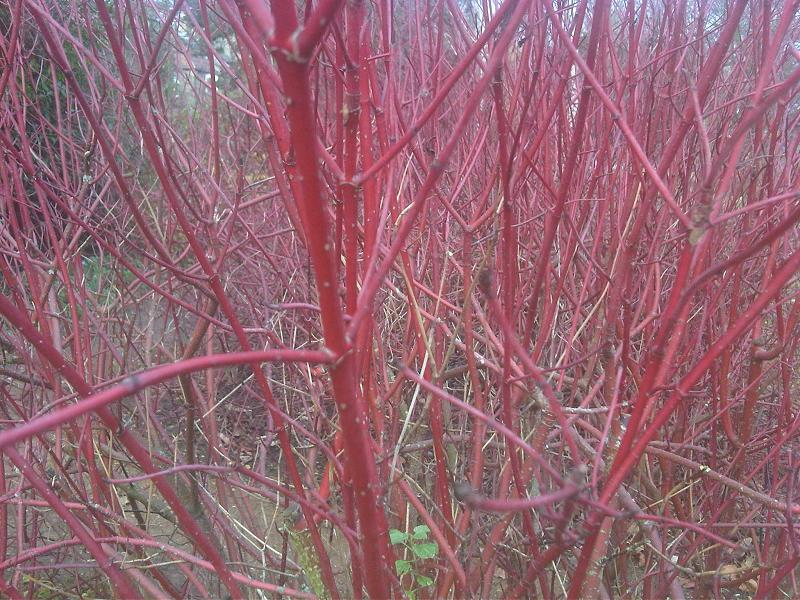
A fehér som ágainak vörös kérge

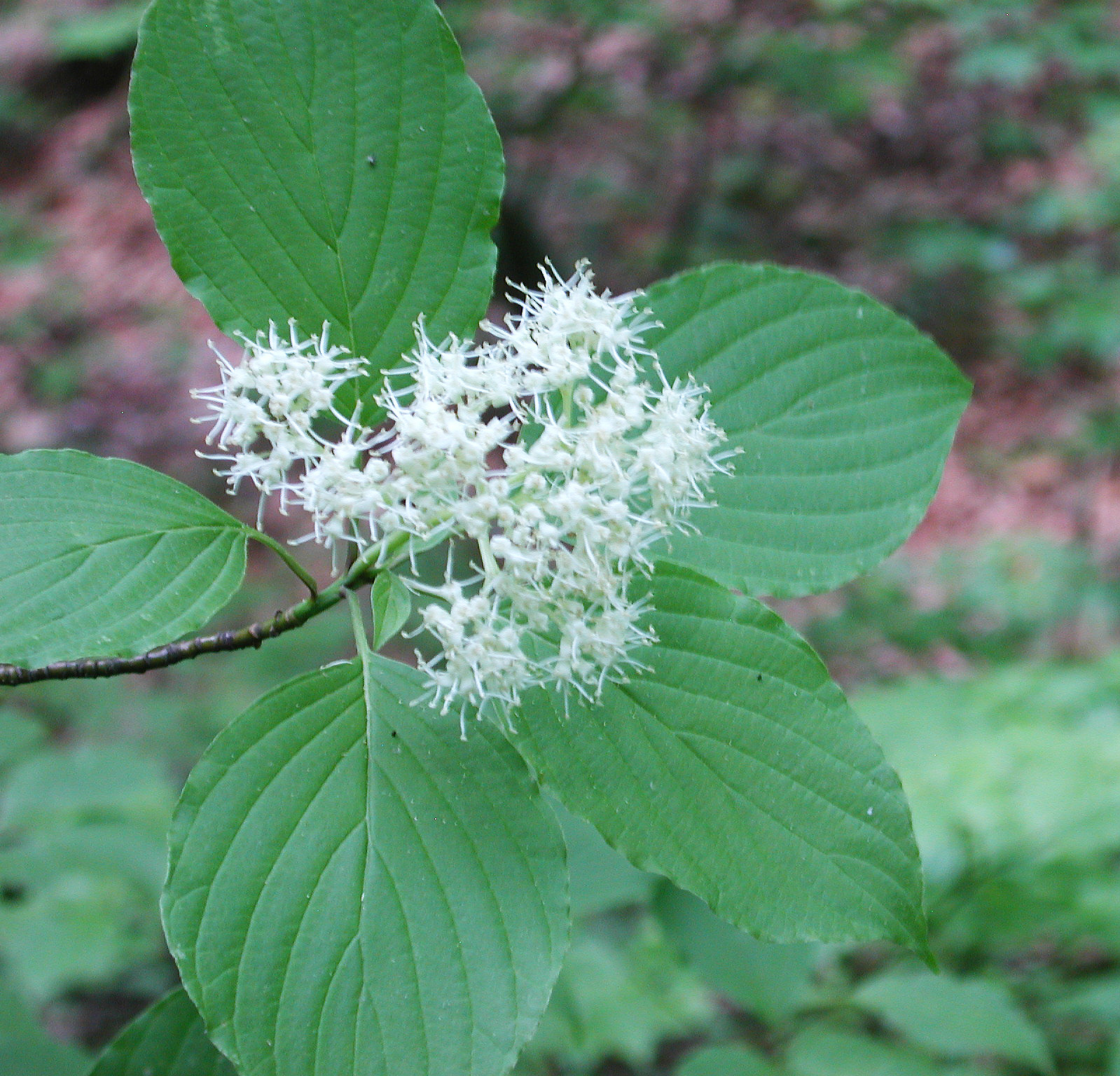
Cornus alternifolia virágok és levelek

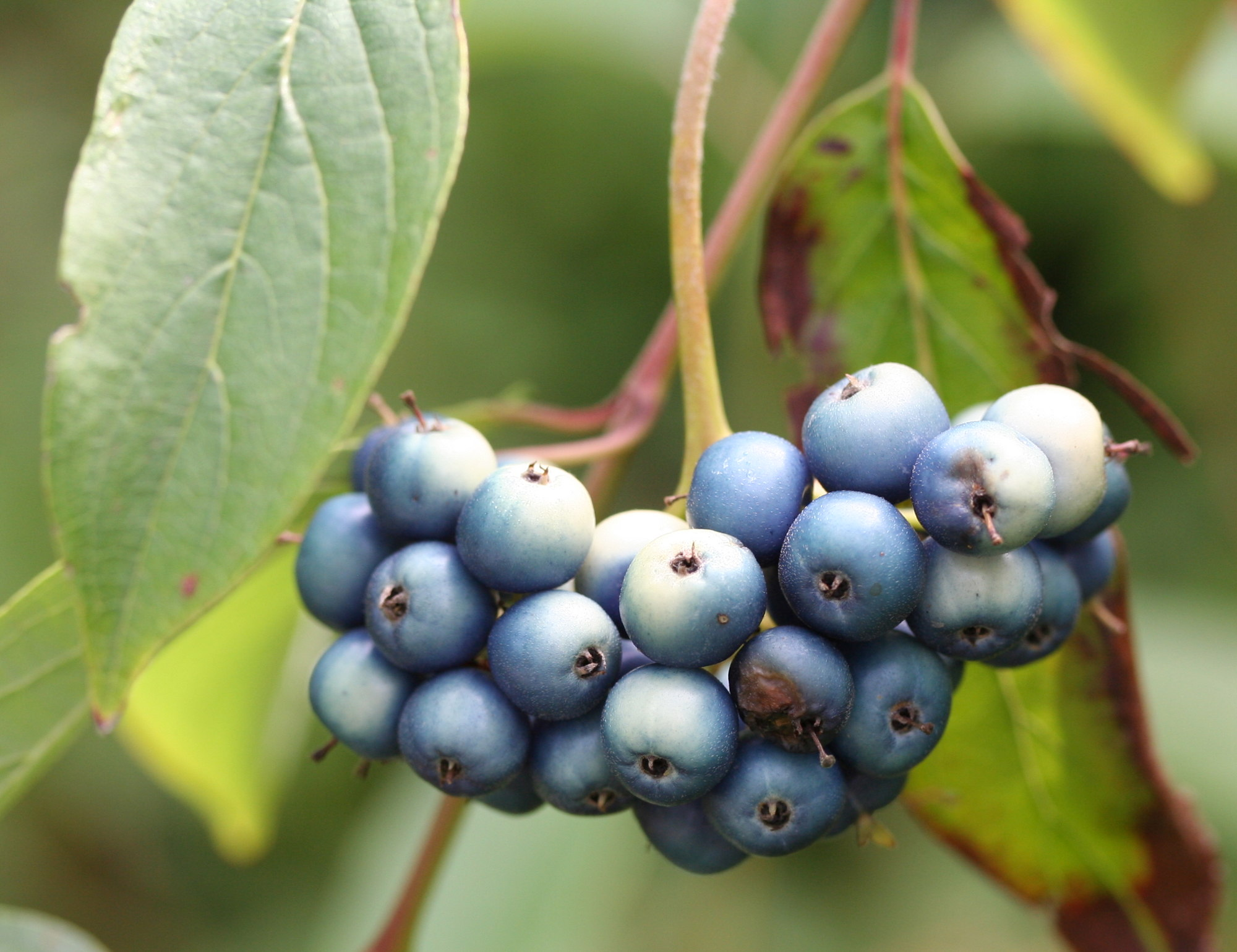
Cornus amomum termések

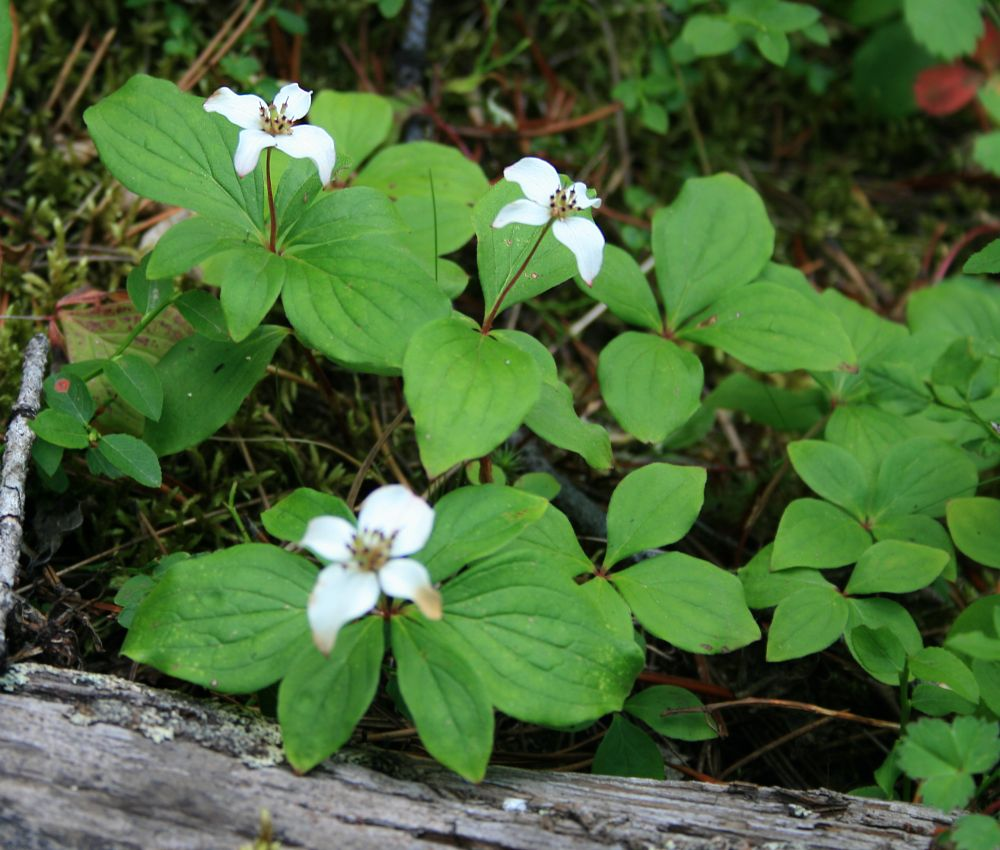
Cornus canadensis virágok és levelek

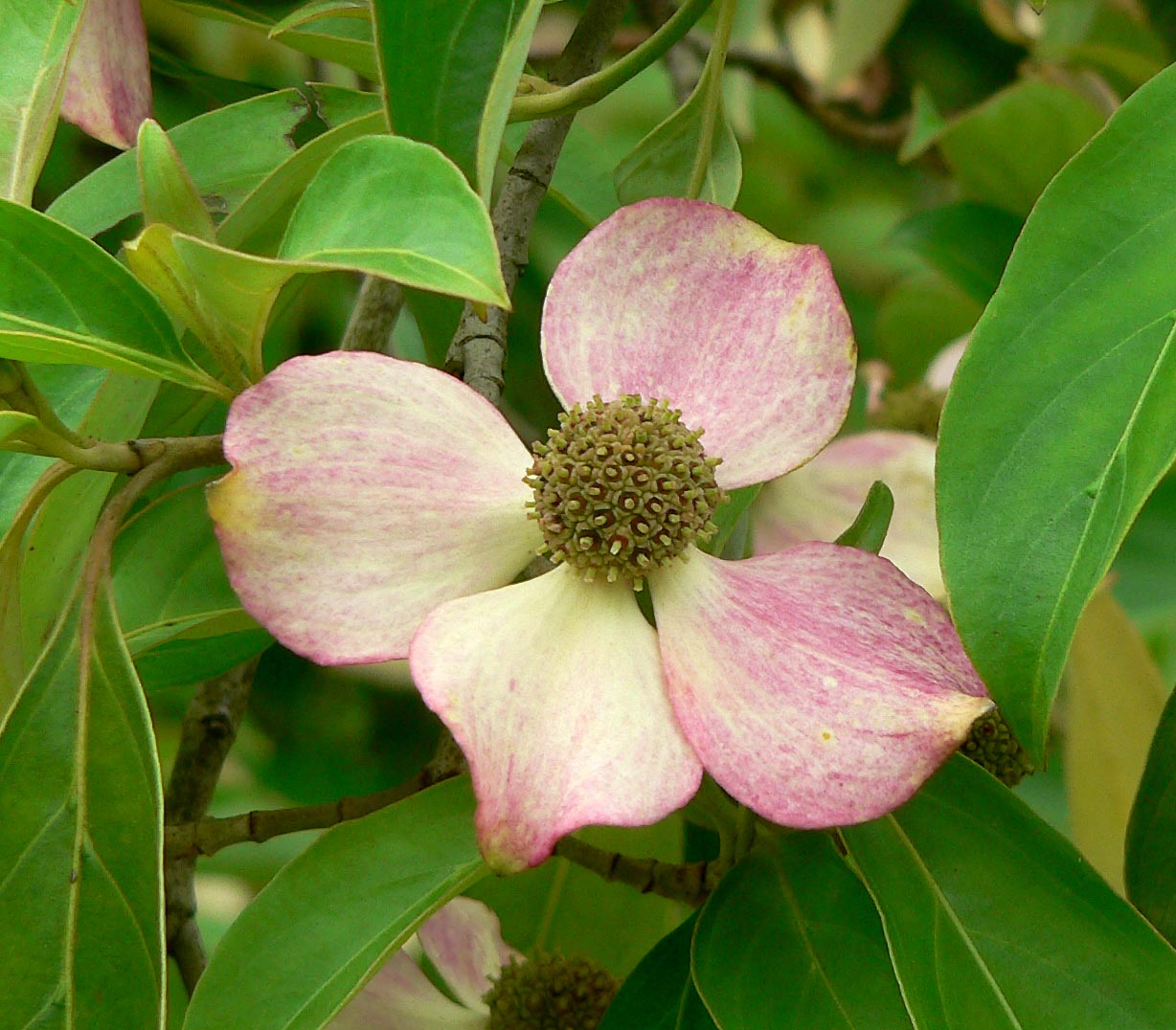
Cornus capitata

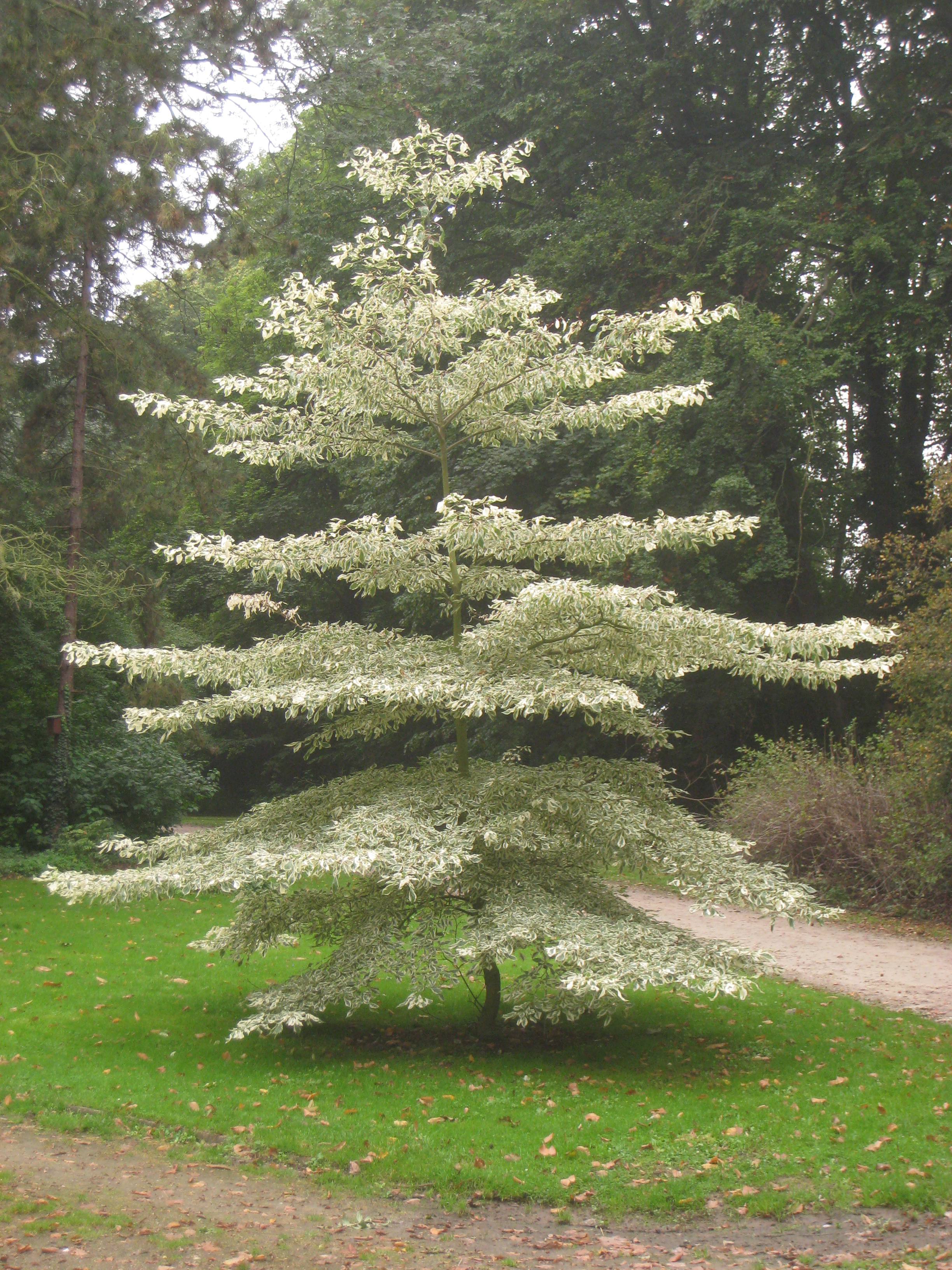
Cornus controversa

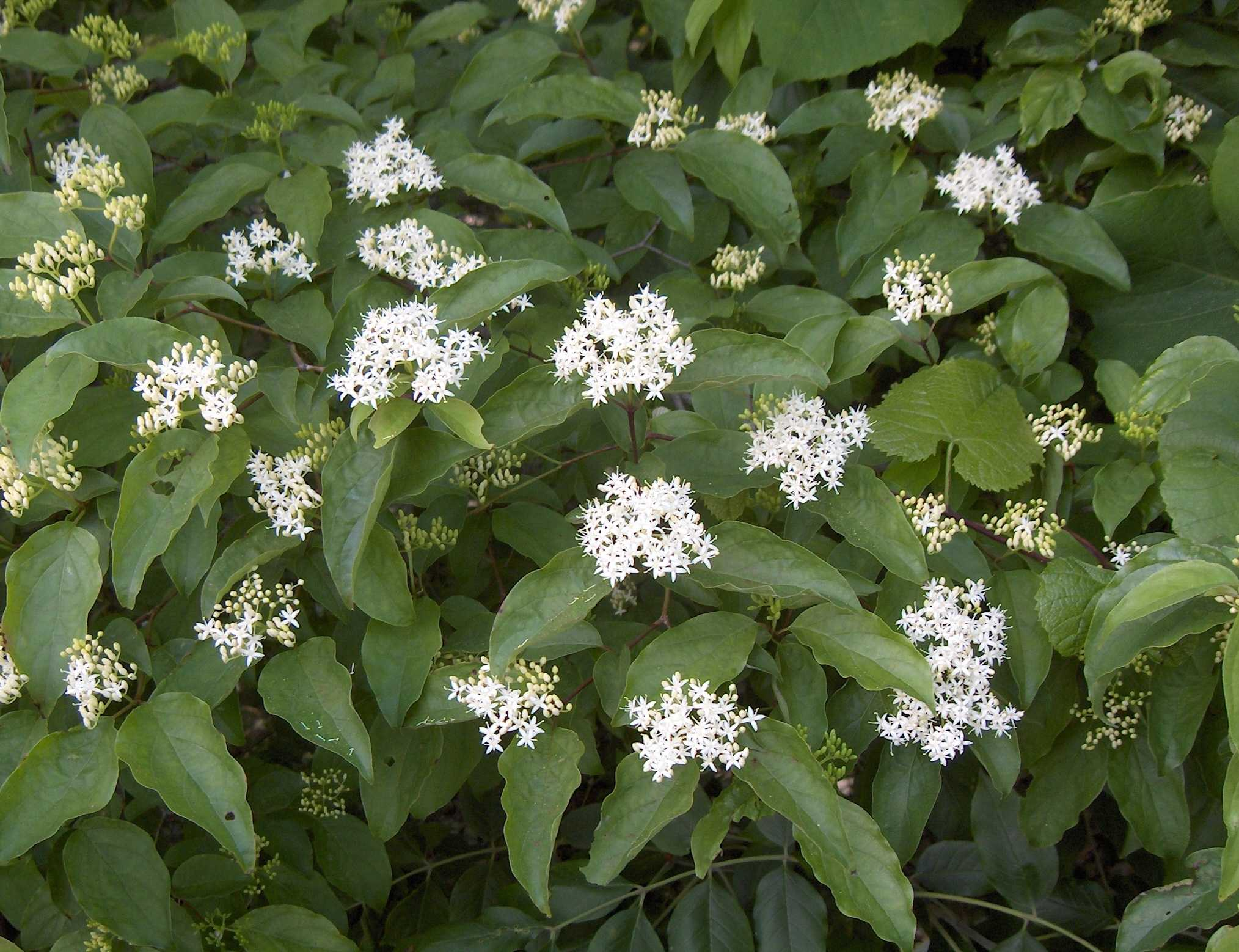
Cornus drummondii

A som (Cornus) a somvirágúak (Cornales) rendjébe és a somfélék (Cornaceae) családjába tartozó nemzetség.

## Előfordulásuk
A somfajok az északi félgömb mérsékelt övi és sarkkör alatti részein fordulnak elő; Észak-Amerikától kezdve Európán keresztül Ázsiáig. A legtöbb faj azonban Kínában, Japánban és az Amerikai Egyesült Államok délkeleti részén található meg.

## Megjelenésük
A legtöbb faj lombhullató fa vagy cserje, de néhányuk lágy szárú évelő növény. A fás szárúak között örökzöldek is vannak. Néhány fajnak alig látszódó virágai vannak, melyeket nagy murvalevelek vesznek körül; míg más fajok virágai lapos állernyőkben nyílnak.

## Rendszerezés
A nemzetségbe az alábbi 4 alnemzetség, 36 faj és hibrid faj tartozik:
- Benthamidia alnemzetség (syn. Cynoxylon, Dendrobenthamia) – 5 faj és 1 hibrid[1]
  - fejecskés som[2] (Cornus capitata) Wall. - Himalája
    - Cornus capitata subsp. angustata (Chun) Q.Y.Xiang
    - Cornus capitata subsp. capitata

  - pompásvirágú som (Cornus florida) L. - Észak-Amerika, a Nagy Síkságtól keletre - Ontario déli részéig
    - Cornus florida var. florida
    - Cornus florida var. urbiniana (Rose) Wangerin

  - Cornus hongkongensis Hemsl. - Dél-Kína, Laosz, Vietnám
    - Cornus hongkongensis subsp. elegans (W.P.Fang & Y.T.Hsieh) Q.Y.Xiang
    - Cornus hongkongensis subsp. ferruginea (H.Hara) Q.Y.Xiang
    - Cornus hongkongensis subsp. gigantea (Hand.-Mazz.) Q.Y.Xiang
    - Cornus hongkongensis subsp. hongkongensis
    - Cornus hongkongensis subsp. melanotricha (Pojark.) Q.Y.Xiang
    - Cornus hongkongensis subsp. tonkinensis (W.P.Fang) Q.Y.Xiang

  - Cornus kousa F.Buerger ex Hance - Japán, Kína, Korea
    - Cornus kousa subsp. chinensis (Osborn) Q.Y.Xiang - Közép- és Észak-Kína
    - Cornus kousa subsp. kousa

  - nagyvirágú som (Cornus nuttallii) Audubon ex Torr. & A.Gray - Nyugat-Észak-Amerika Brit Columbiától Kaliforniáig
  - Cornus × rutgersensis (hibrid: C. florida × C. kousa) - csak az emberi beavatkozásnak köszönheti létezését[3][4]
- Chamaepericlymenum alnemzetség – 2 faj és 1 hibrid
  - Cornus canadensis L. - Észak-Amerika északi részétől délre a Sziklás-hegységig és az Appalache-hegységig
    - Cornus canadensis f. elongata (Peck) House

  - Cornus suecica L. - Eurázsia északi része és néhol Észak-Amerika legészakibb részein
  - Cornus × unalaschkensis (hibrid: C. canadensis × C. suecica) Ledeb. - Grönland, Új-Fundland és Labrador
- Cornus alnemzetség – 4 faj
  - Cornus chinensis Wangerin - Kína
  - húsos som (Cornus mas) L. - Közép-Európa, a Földközi-tenger térsége
  - Cornus officinalis Siebold & Zucc. - Kína, Korea, Japán
  - Cornus sessilis Torr. - Kalifornia
- Swida alnemzetség – 23 faj
  - fehér som (Cornus alba) L. - Szibéria, Észak-Kína
  - Cornus alternifolia L.f. - Kelet-USA, Délkelet-Kanada
  - kéktermésű som (Cornus amomum) Mill. - Kelet-USA[Note 1]
    - Cornus amomum subsp. amomum
    - Cornus amomum subsp. obliqua (Raf.) J.S.Wilson

  - Cornus asperifolia Michx. - Délkelet-USA
  - Cornus austrosinensis W.P.Fang & W.K.Hu – Kelet-Ázsia
  - Cornus bretschneideri L.Henry - Észak-Kína
  - szórtlevelű som[2] (Cornus controversa) Hemsl. – Kelet-Ázsia
  - Cornus coreana - Északkelet-Ázsia
  - Cornus drummondii C.A.Mey. - a Nagy Síkság és az Appalache-hegység között, és Ontario déli része
  - Cornus foemina Mill. - az USA délkeleti és déli része
  - Cornus glabrata Benth. - Nyugat-Észak-Amerika
  - Cornus hemsleyi C.K.Schneid. & Wangerin - Délnyugat-Kína
  - Cornus koehneana Wangerin - Délnyugat-Kína
  - Cornus macrophylla Wall. - Kelet-Ázsia
    - Cornus macrophylla var. macrophylla
    - Cornus macrophylla var. stracheyi C.B.Clarke

  - Cornus obliqua - az USA északkeleti és középső részei, valamint Kanada délkeleti része[Note 2]
  - Cornus racemosa Lam. - az USA északkeleti és középső részei, valamint Kanada legdélkeletibb részei
  - Cornus rugosa Lam. - az USA északkeleti és középső részei, valamint Kanada délkeleti része
  - veresgyűrű som (Cornus sanguinea) L. - Európa
    - Cornus sanguinea subsp. australis (C.A.Mey.) Jáv.
    - Cornus sanguinea subsp. cilicica (Wangerin) D.F.Chamb.
    - Cornus sanguinea subsp. hungarica (Kárpáti) Soó
    - Cornus sanguinea subsp. sanguinea

  - Cornus sericea L. - Észak- és Nyugat-Észak-Amerika; az Arktiszt kivéve[Note 3]
    - Cornus sericea subsp. occidentalis (Torr. & A.Gray) Fosberg
    - Cornus sericea subsp. sericea

  - Cornus stricta - az USA délkeleti része[Note 4]
  - Cornus walteri Wangerin - Közép-Kína
  - Cornus wilsoniana Wangerin - Közép-Kína
  - Cornus quinquinervis Franch. - szinonima: Cornus paucinervis - Kína

## Képek

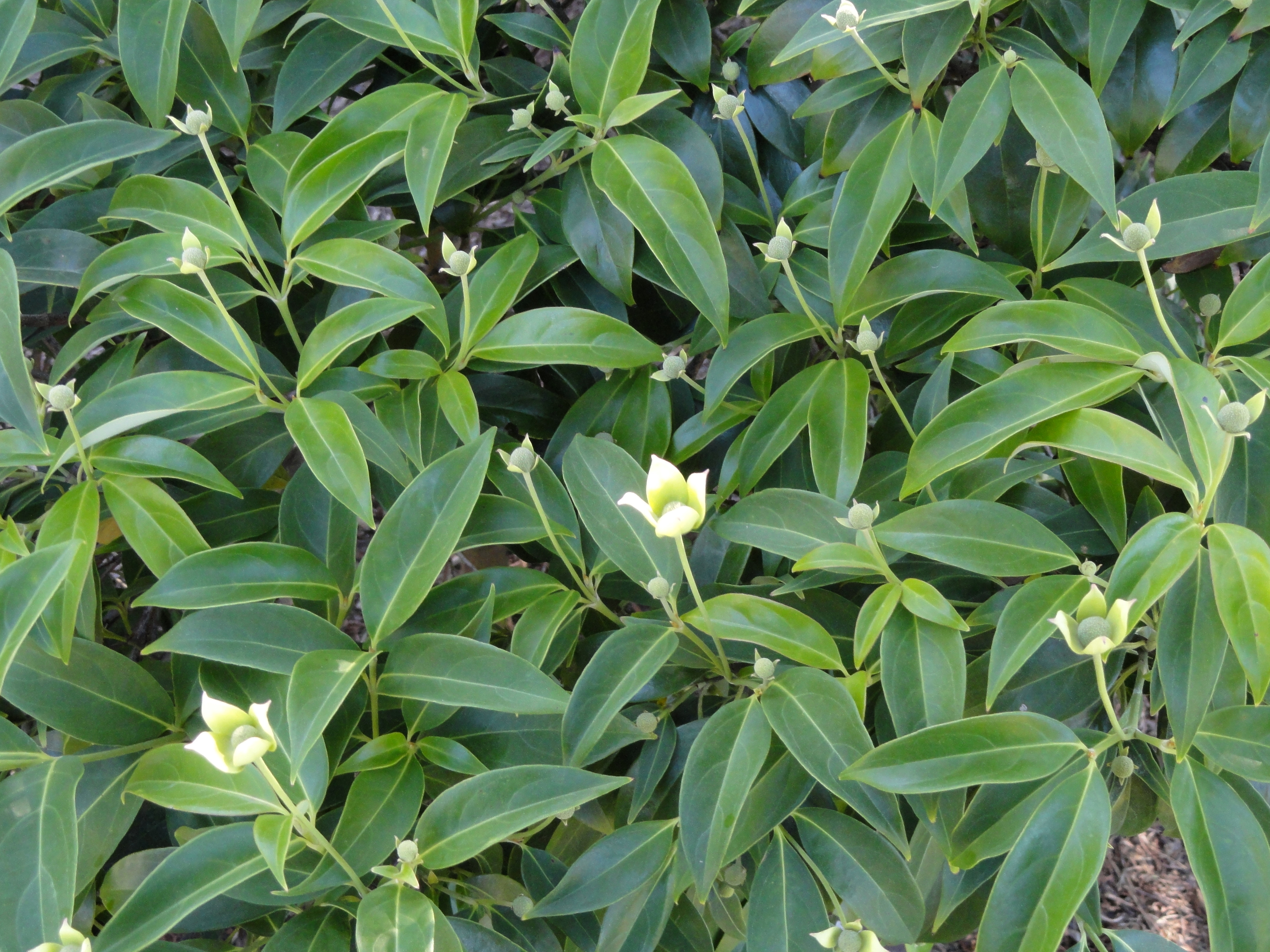
Cornus elliptica
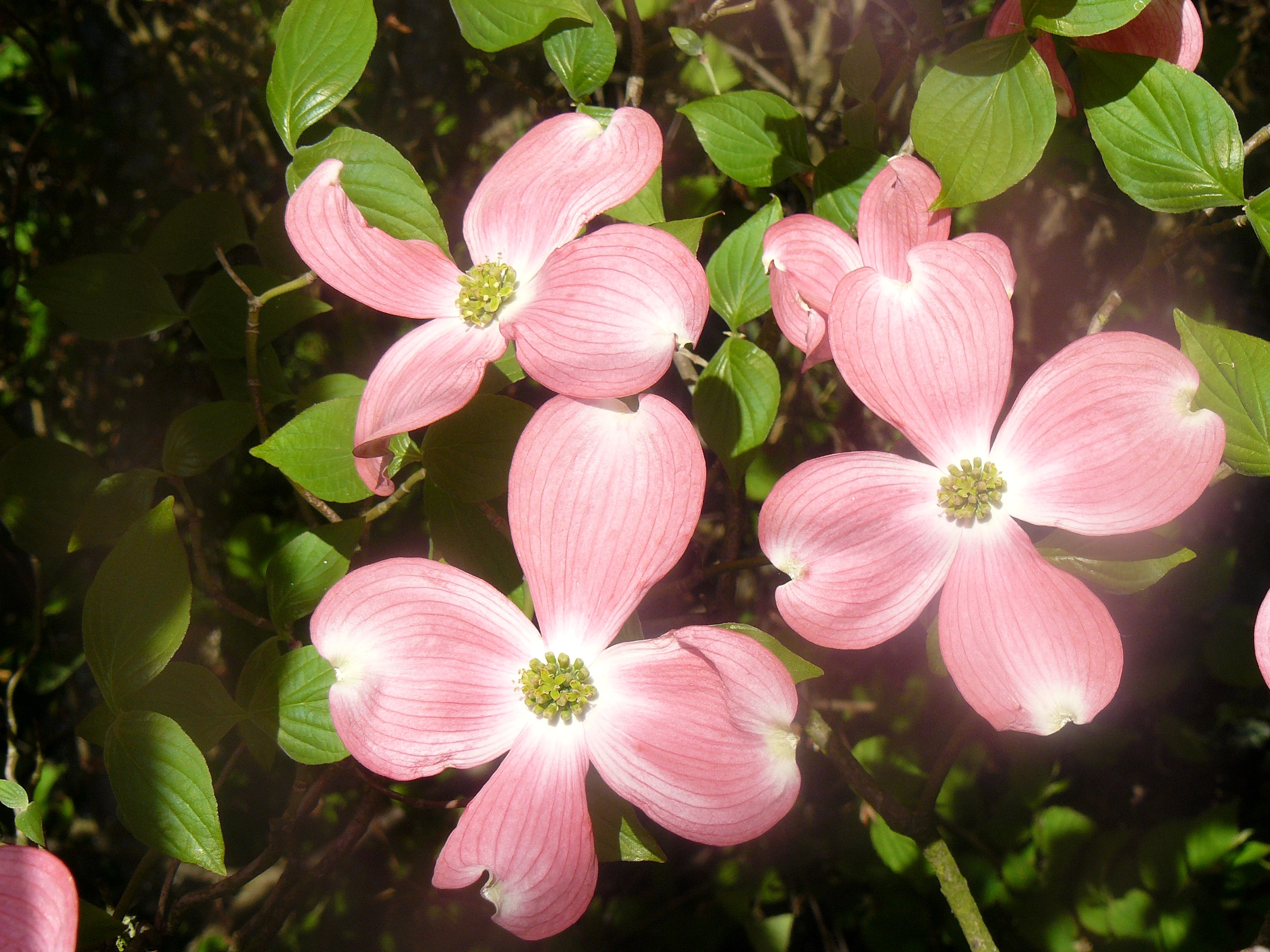
pompásvirágú som (Cornus florida) rózsaszínben
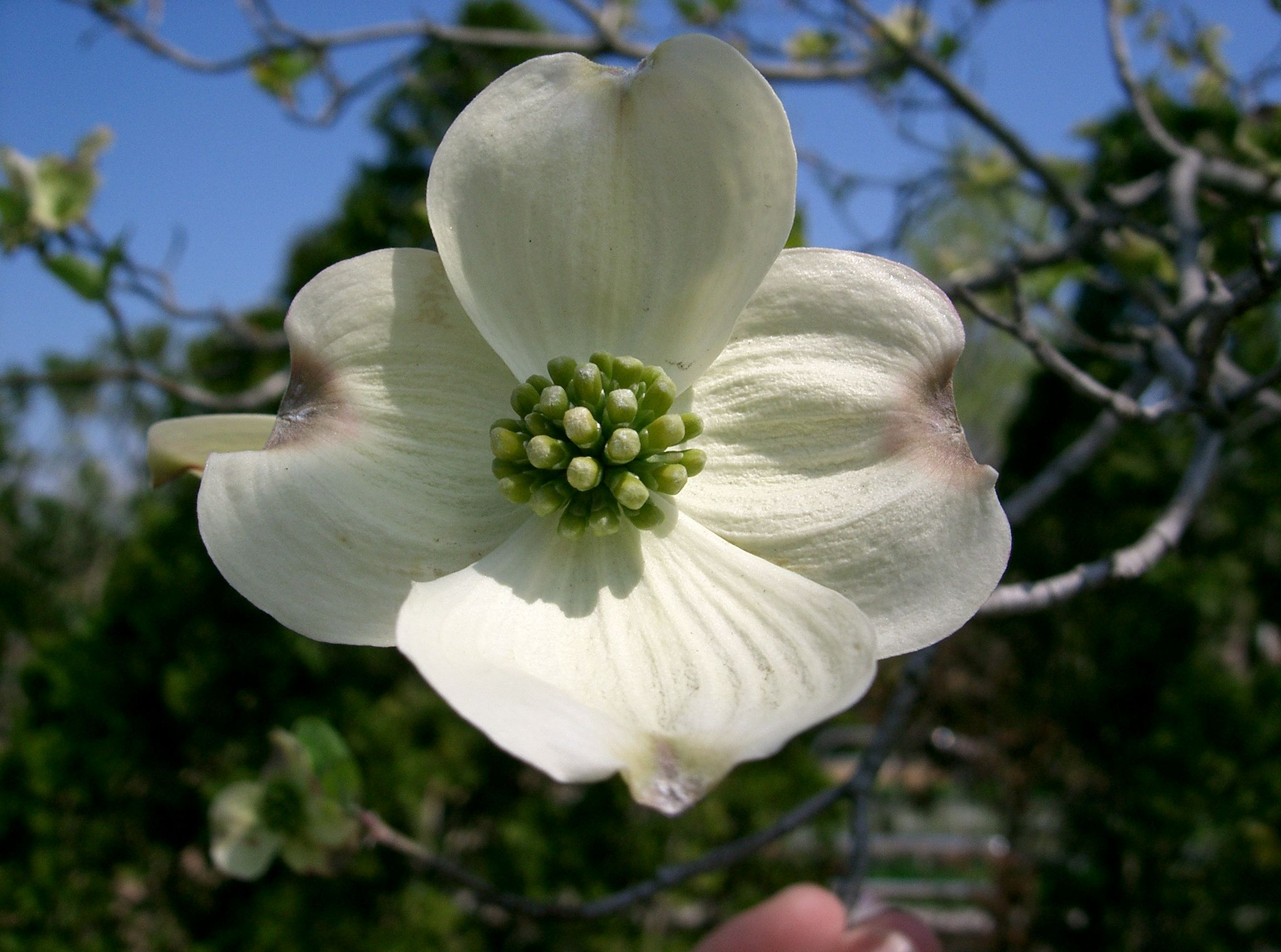
és fehérben
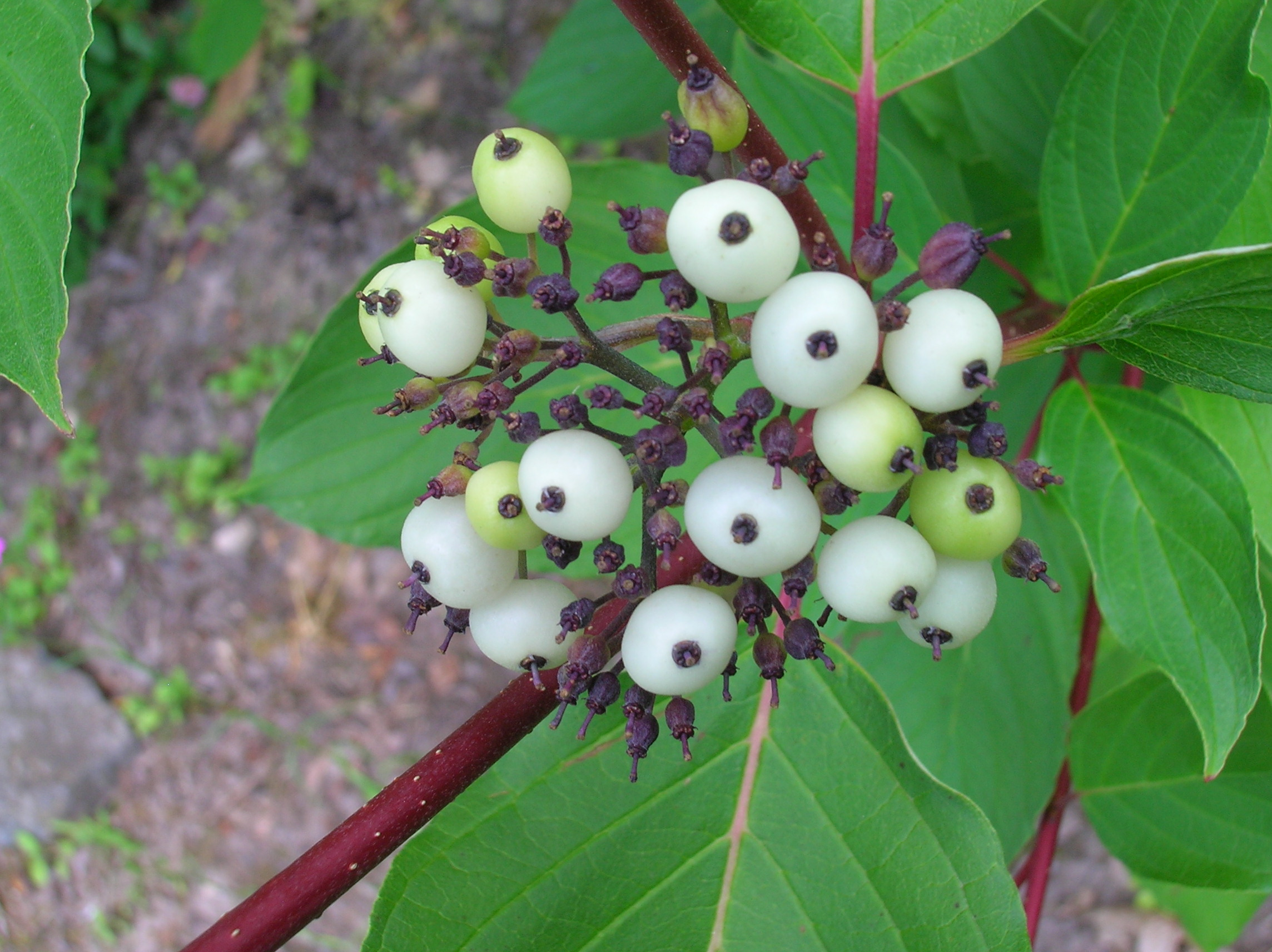
Cornus hemsleyi termések
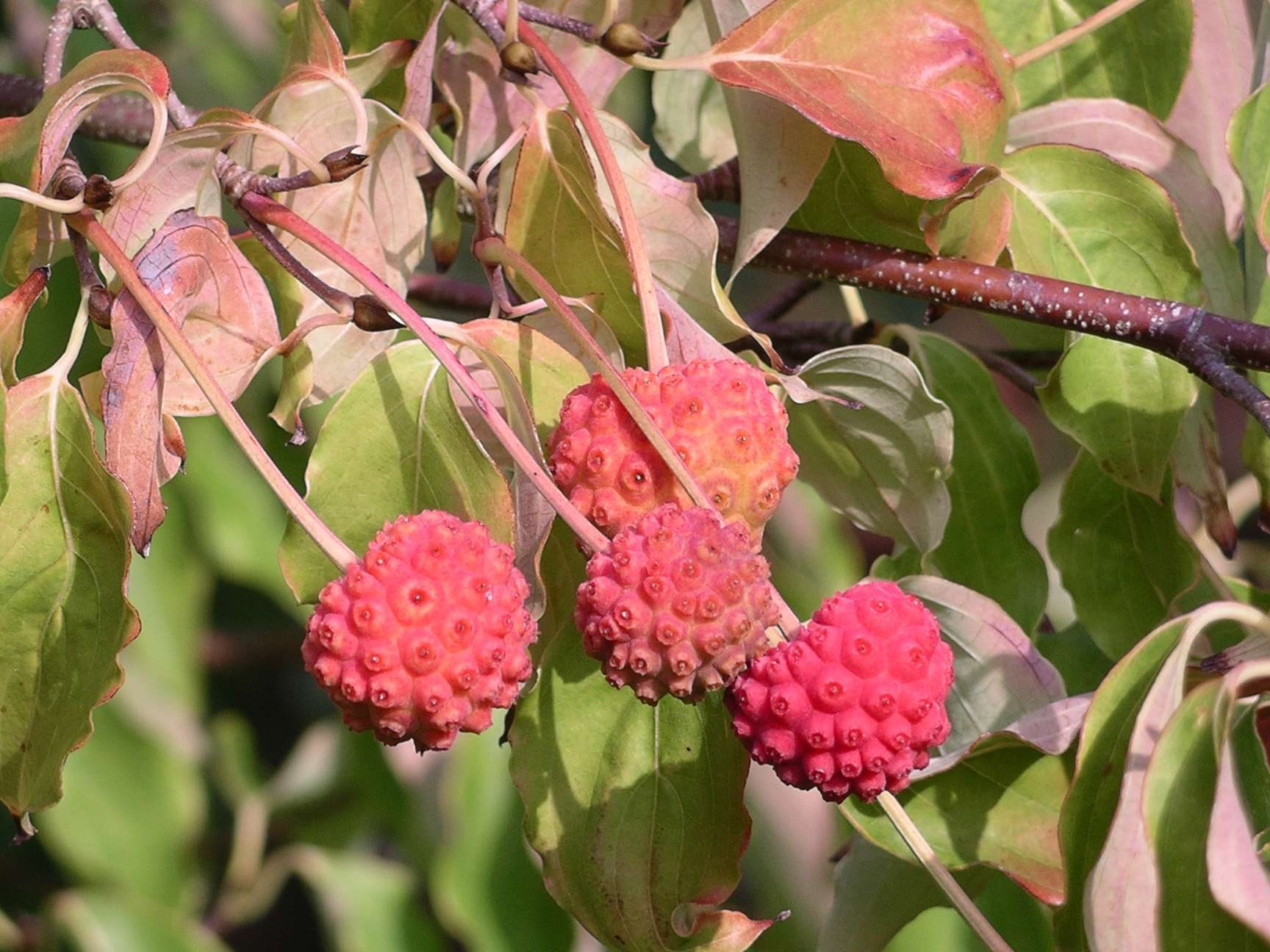
Cornus kousa termések
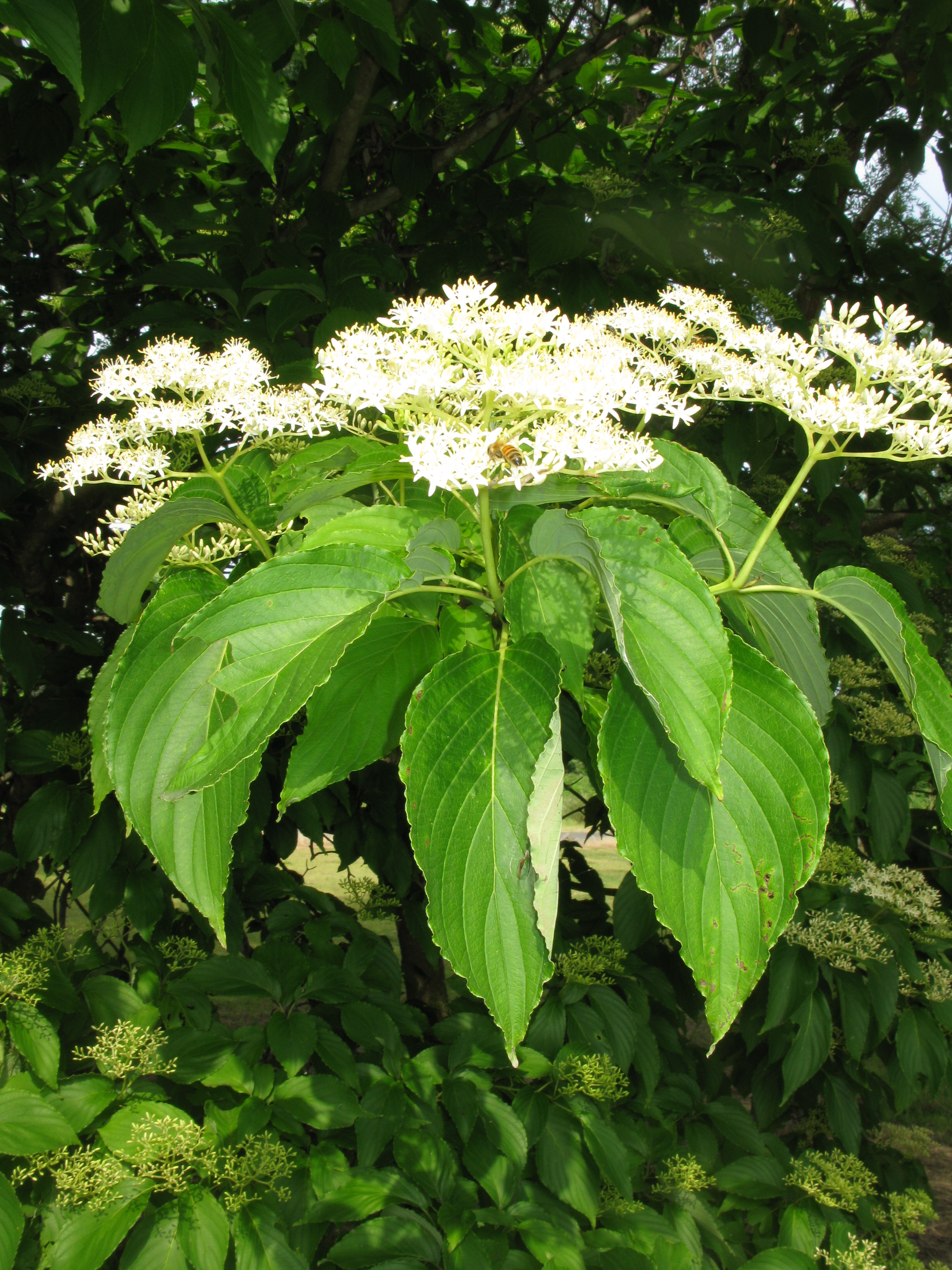
Cornus macrophylla
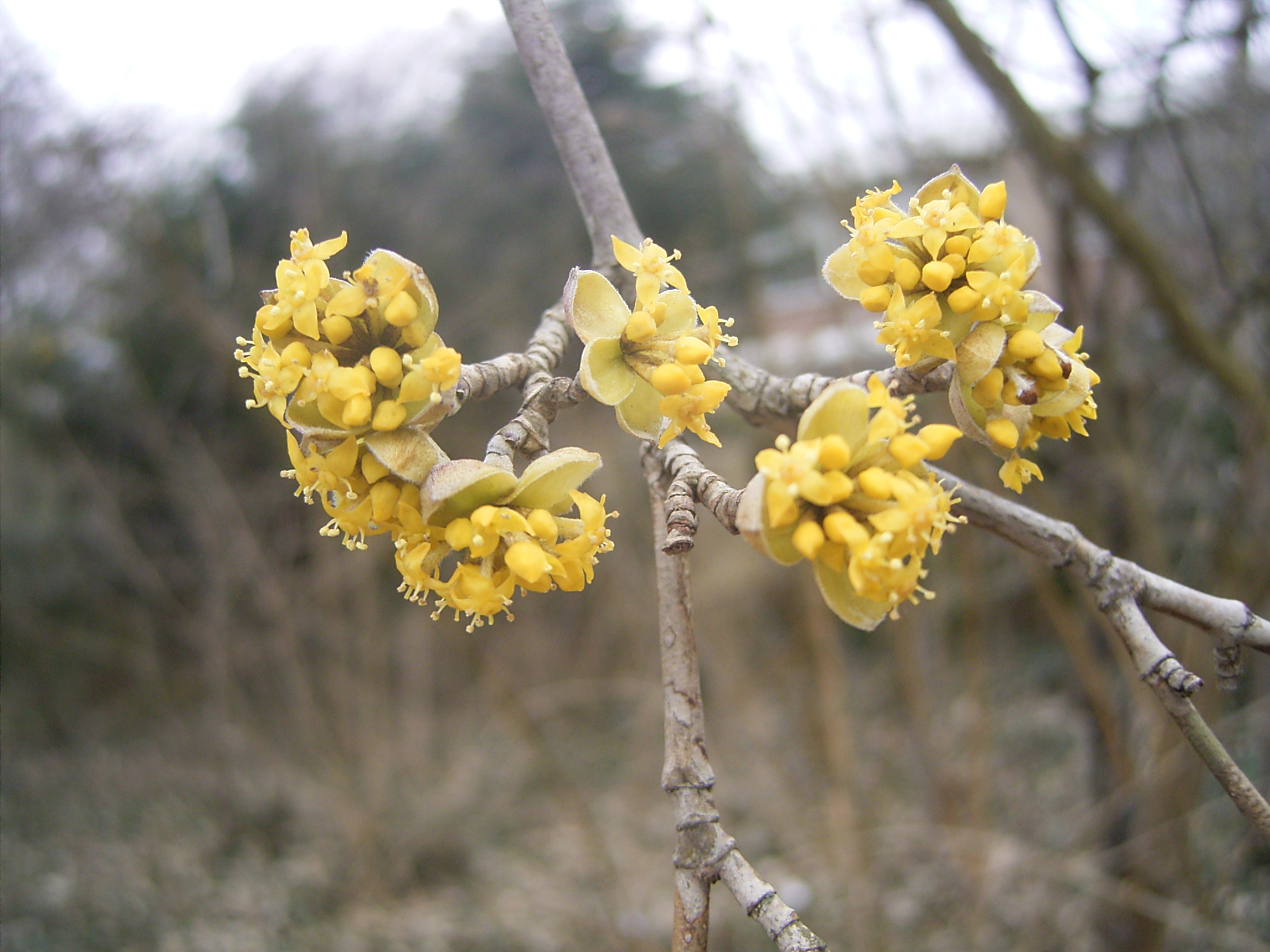
Húsos som (Cornus mas) virágok
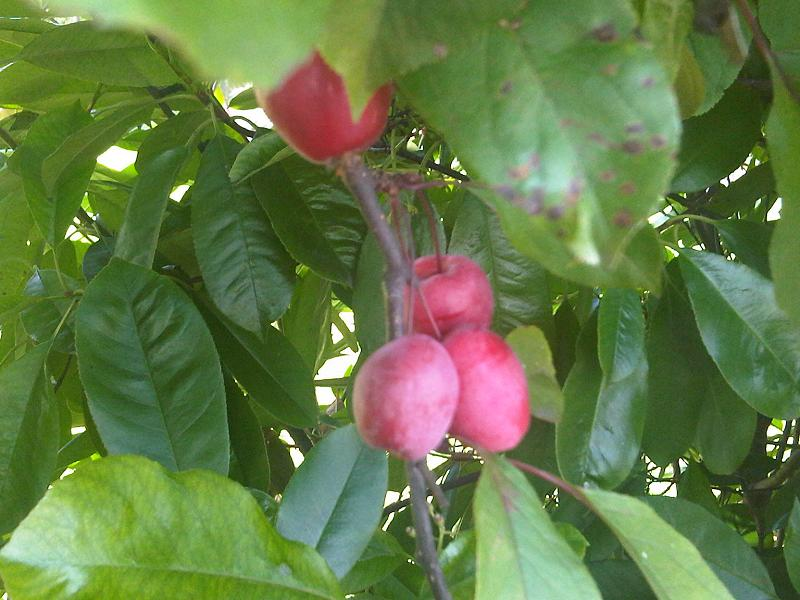
és termések
nagyvirágú som (Cornus nuttallii)
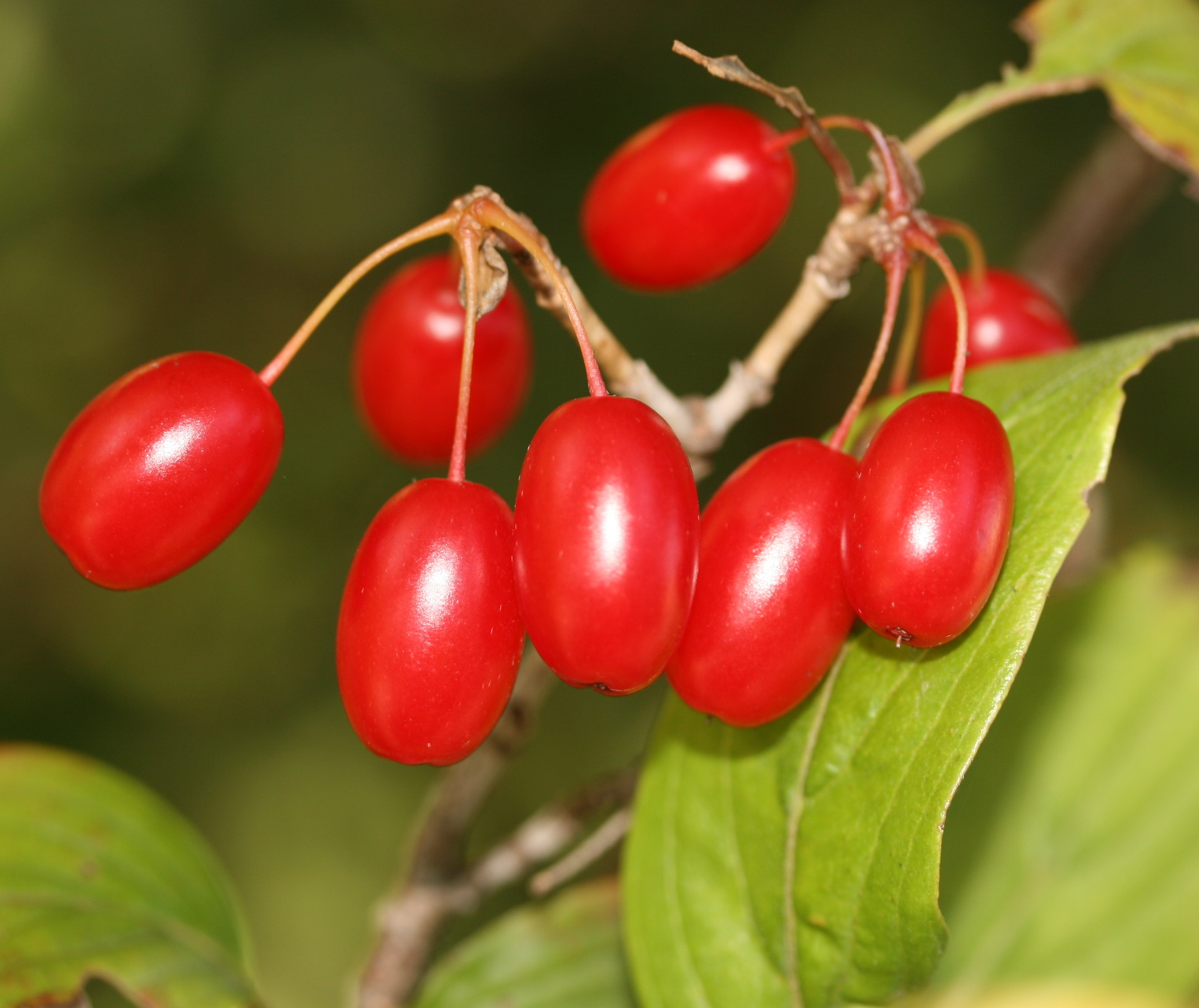
Cornus officinalis termések
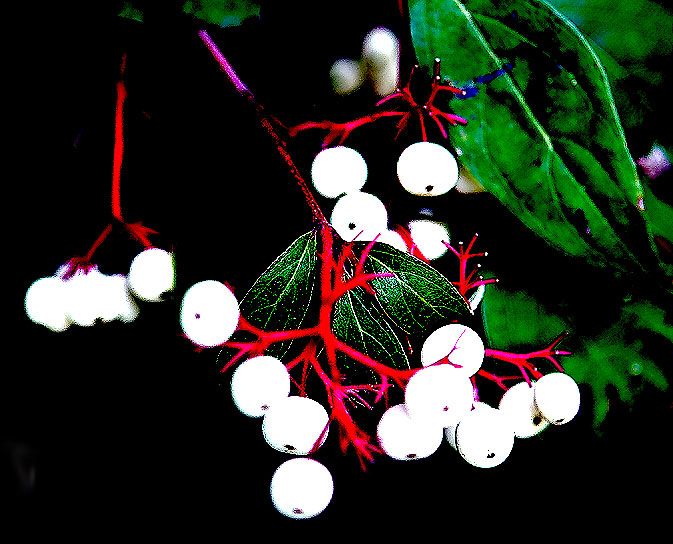
Cornus racemosa termések
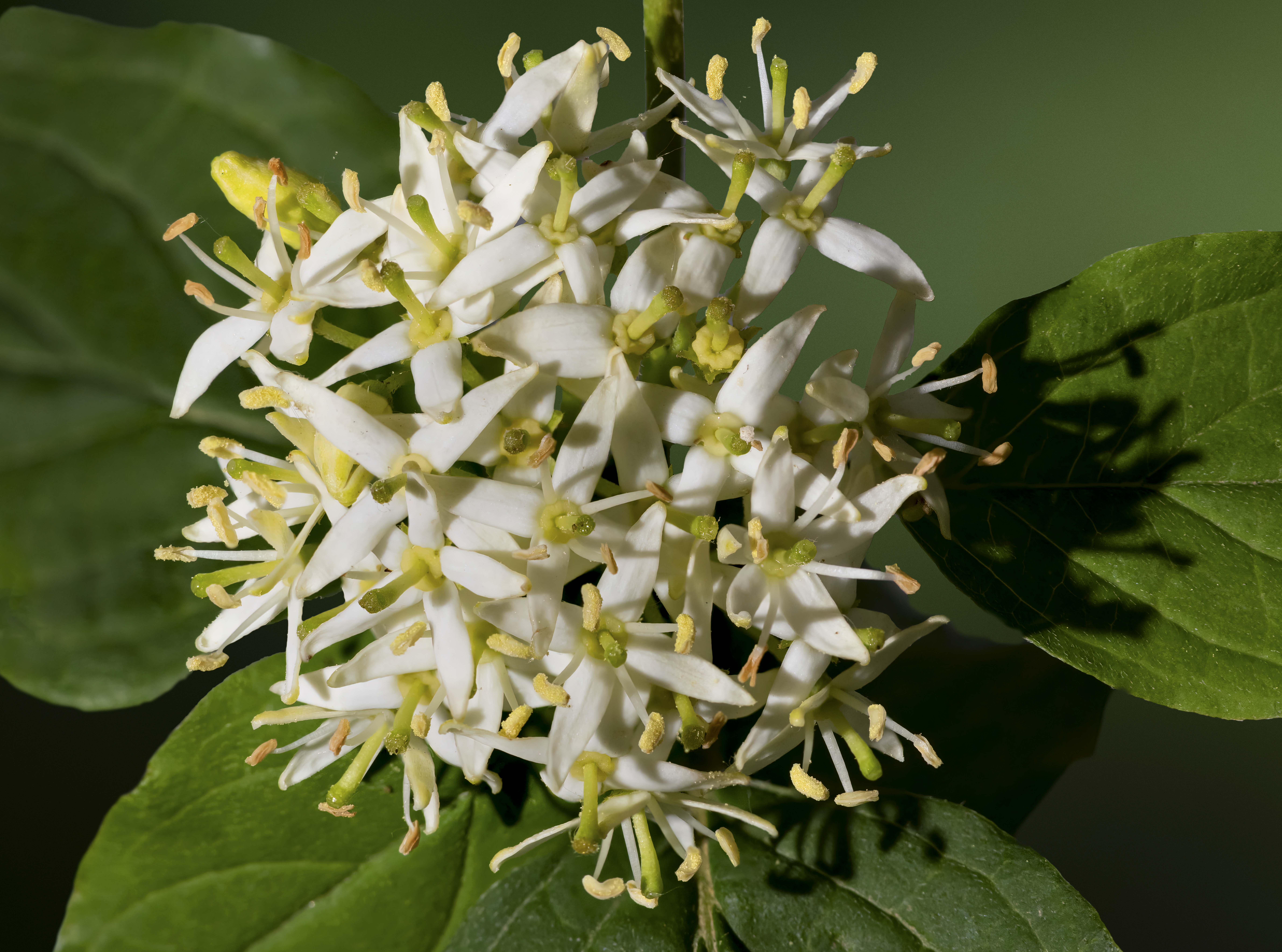
Veresgyűrű som (Cornus sanguinea) virágzat
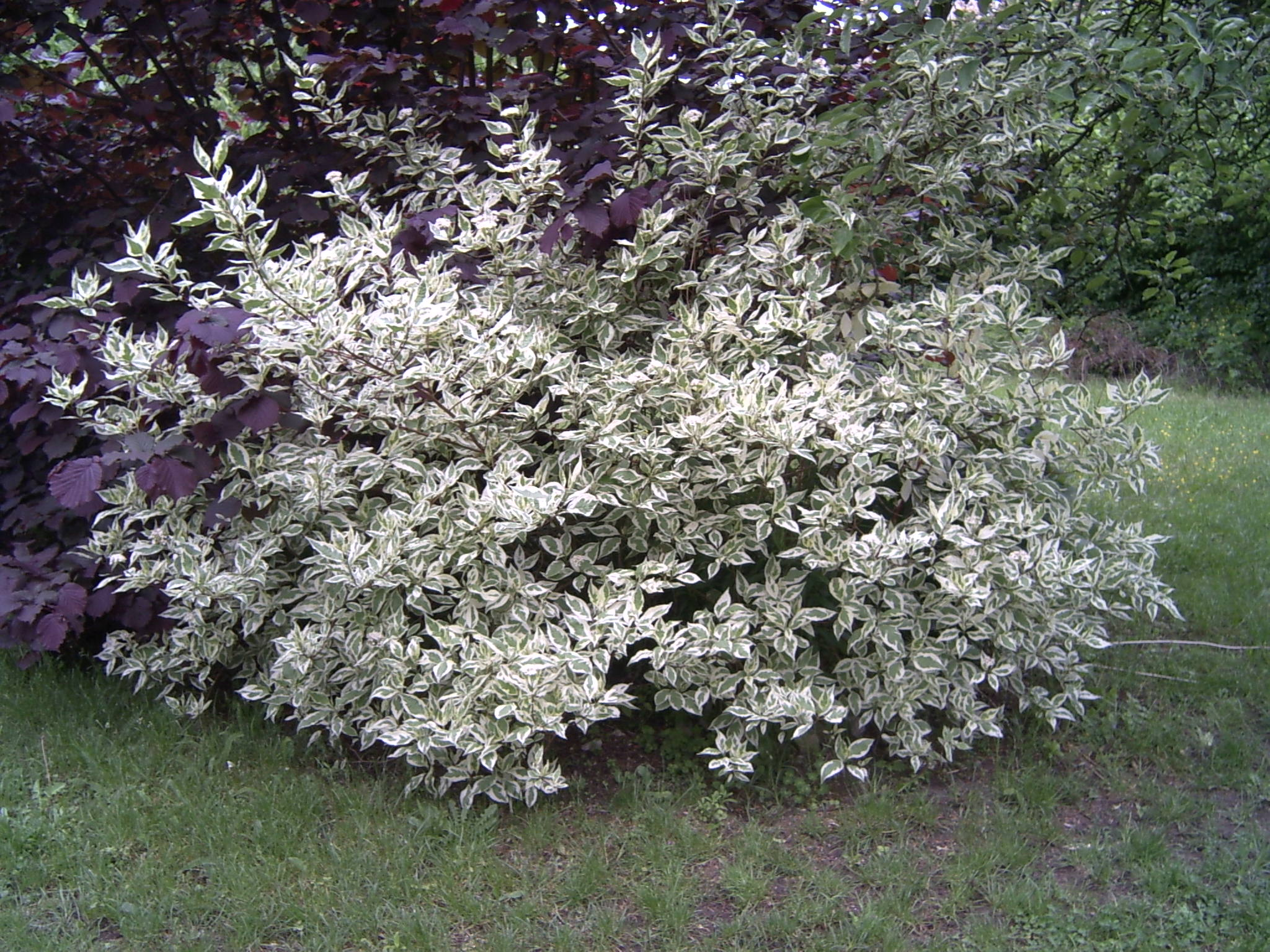
Cornus sericea
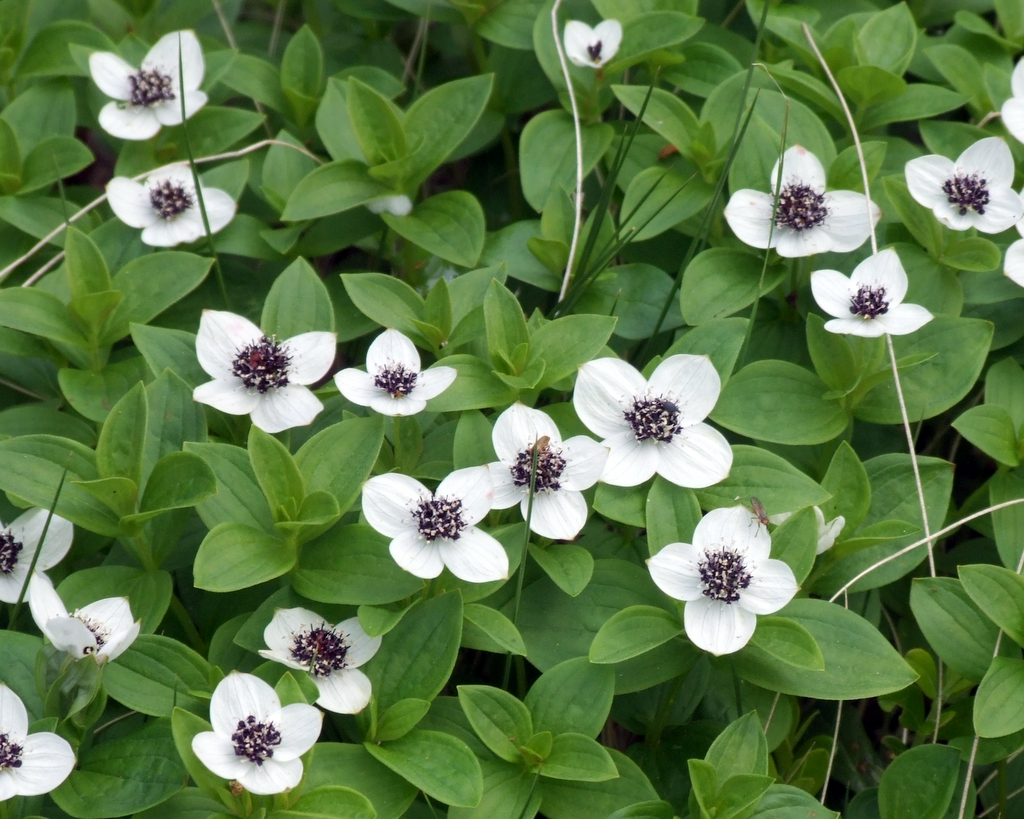
Cornus suecica
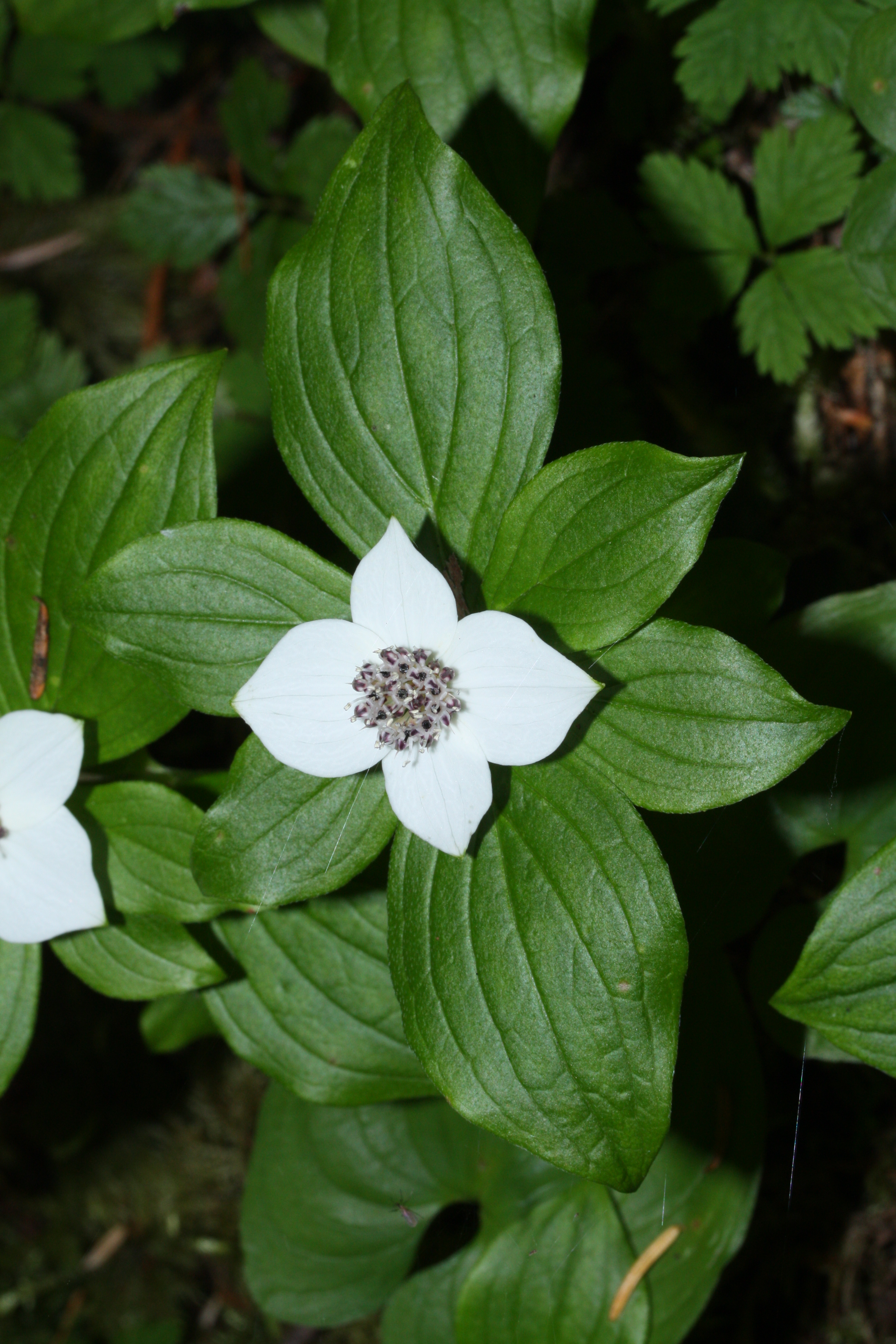
Cornus unalaschkensis
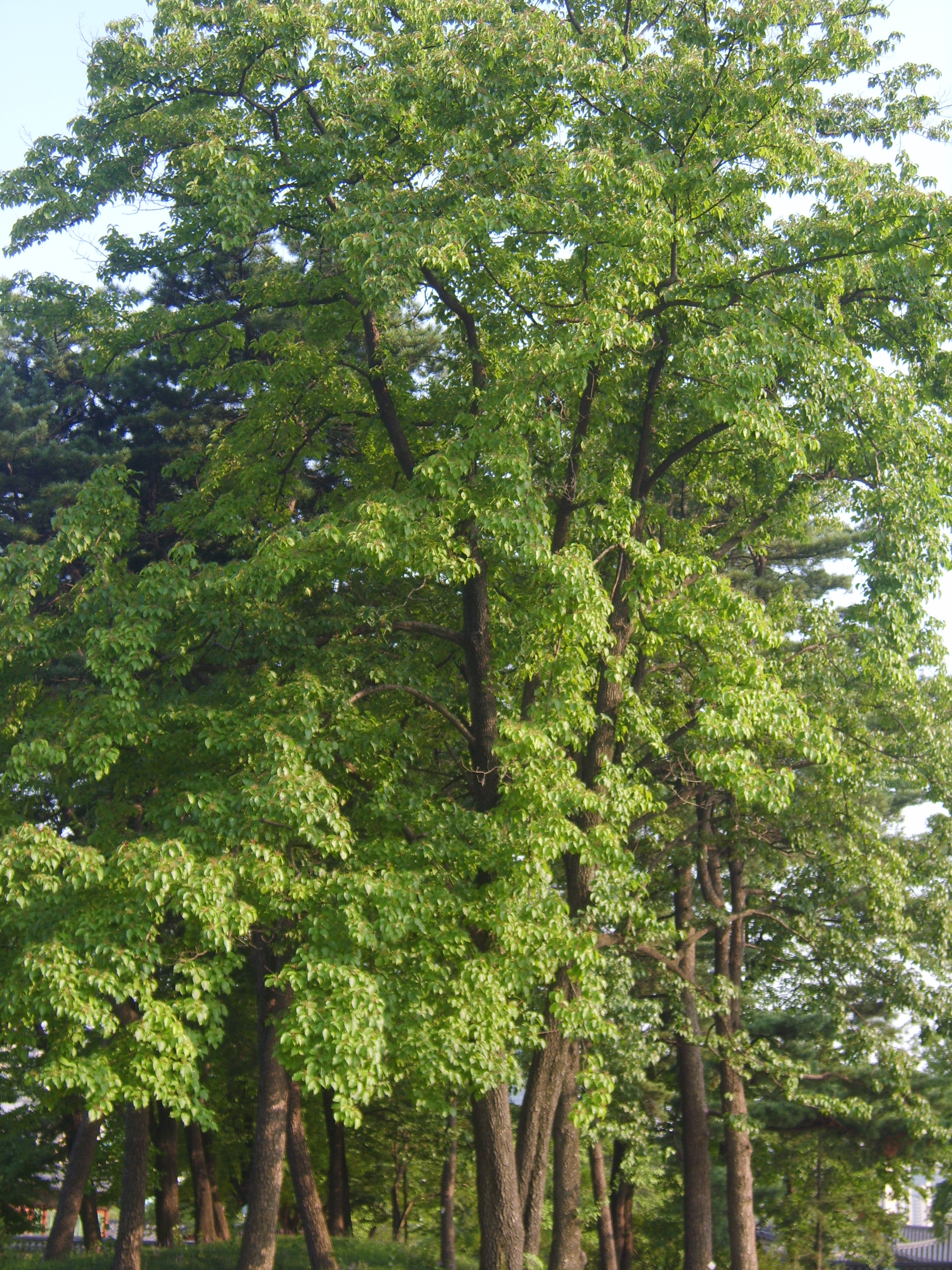
Cornus walteri
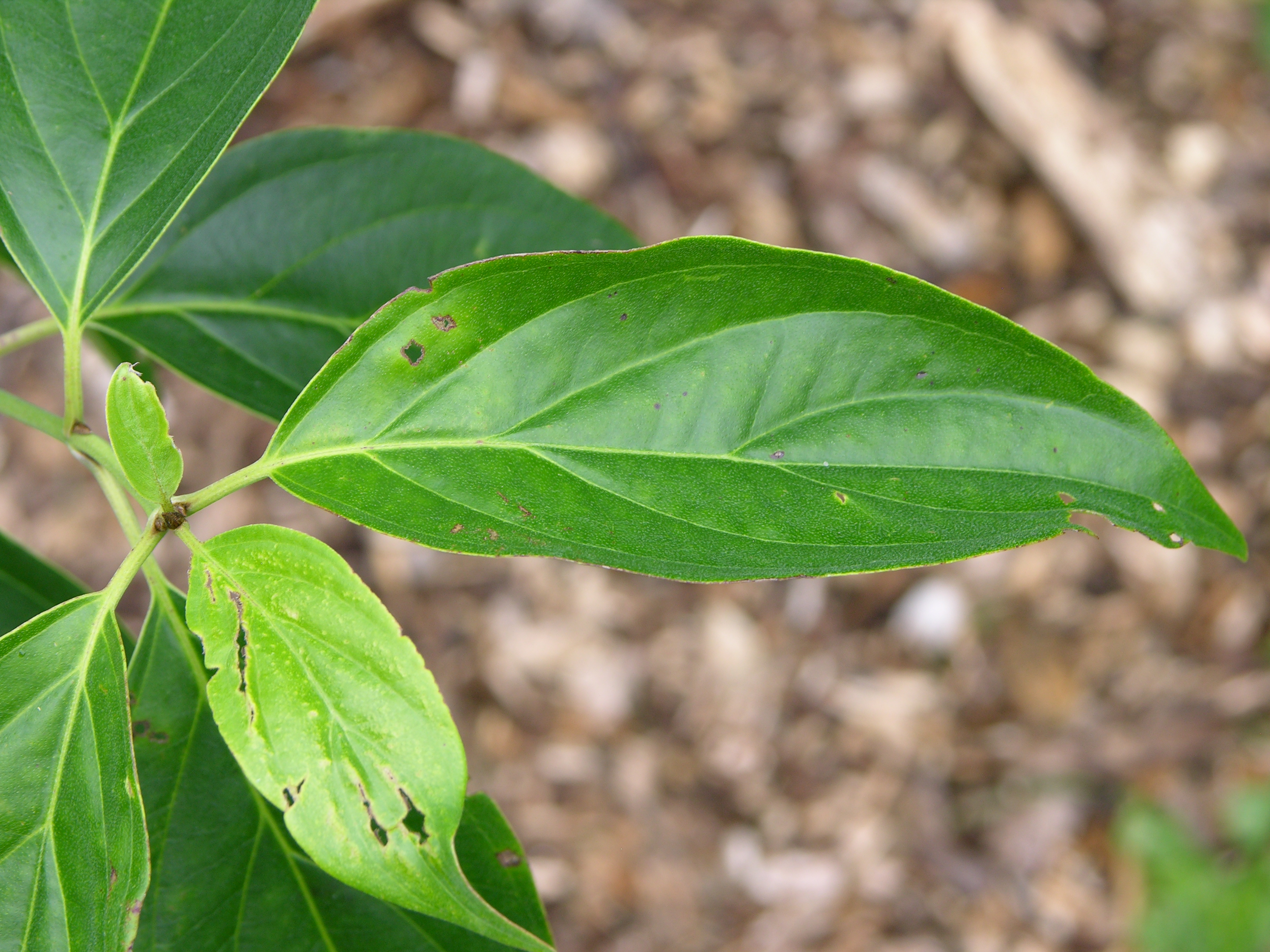
Cornus wilsoniana levelek

## Fordítás
- Ez a szócikk részben vagy egészben  a   Cornus (genus) című angol Wikipédia-szócikk ezen változatának fordításán alapul.  Az eredeti cikk szerkesztőit annak laptörténete sorolja fel. Ez a jelzés csupán a megfogalmazás eredetét és a szerzői jogokat jelzi, nem szolgál a cikkben szereplő információk forrásmegjelöléseként.